# Herrarnas hopp i gymnastik vid olympiska sommarspelen 1972
Herrarnas hopp i gymnastik vid olympiska sommarspelen 1972 avgjordes den 27 augusti till 1 september i Olympiahalle, München.

## Medaljörer
| Gren           | Guld                    | Silver                        | Brons                           |
| Herrarnas hopp | Klaus Köste Östtyskland | Viktor Klimenko Sovjetunionen | Nikolaj Andrianov Sovjetunionen |

## Resultat

### Final
| Placering | Gymnast                 | C     | O     | Kval  | Final | Totalt |
| --------- | ----------------------- | ----- | ----- | ----- | ----- | ------ |
|           | Klaus Köste (GDR)       | 9,400 | 9,550 | 9,475 | 9,375 | 18,850 |
|           | Viktor Klimenko (URS)   | 9,500 | 9,300 | 9,400 | 9,425 | 18,825 |
|           | Nikolaj Andrianov (URS) | 9,600 | 9,600 | 9,600 | 9,200 | 18,800 |
| 4         | Eizo Kenmotsu (JPN)     | 9,400 | 9,400 | 9,400 | 9,150 | 18,550 |
| 4         | Sawao Kato (JPN)        | 9,500 | 9,500 | 9,500 | 9,050 | 18,550 |
| 6         | Peter Rohner (SUI)      | 9,250 | 9,550 | 9,375 | 9,150 | 18,525 |